# 達莉婭·阿塔瑪諾弗
達莉婭·阿塔瑪諾弗（希伯來語：‎，2005年12月6日—）是一名以色列个人艺术体操运动员，她是2022年歐洲藝術體操錦標賽個人全能冠军，以及圈操、棒操、帶操银牌和团体铜牌得主。另外，她是2020年歐洲青少年藝術體操錦標賽棒操冠军，以及繩操银牌和帶操铜牌得主。除此以外，她是 2022 年以色列全国藝術體操錦標賽個人全能冠军，以及两届（2019年、2020年）以色列青少年全国個人全能冠军。

## 運動員職業生涯

### 成年

#### 2022
在2022年，達莉婭·阿塔瑪諾弗首次以成年運動員身份參加雅典世界盃系列賽。她在個人全能比赛中获得银牌，仅次于意大利的索菲婭·拉菲利。在器械比赛中，她取得了圈操和带操金牌，以及球操和棒操银牌。然后，她参加了巴庫世界盃系列賽，並在全能决赛中获得第四名，以及取得棒操金牌及帶操银牌。
在6月18日，達莉婭·阿塔瑪諾弗在2022年歐洲藝術體操錦標賽中，成为继利諾伊·阿什拉姆之后，第二位取得歐洲藝術體操個人全能冠軍的以色列体操运动员。 

同一天，她还与队友Adi Asya Katz，以及以色列成年團體隊隊員一起获得团隊决赛铜牌。
在翌日，她獲得了圈操、棒操、帶操銀牌。

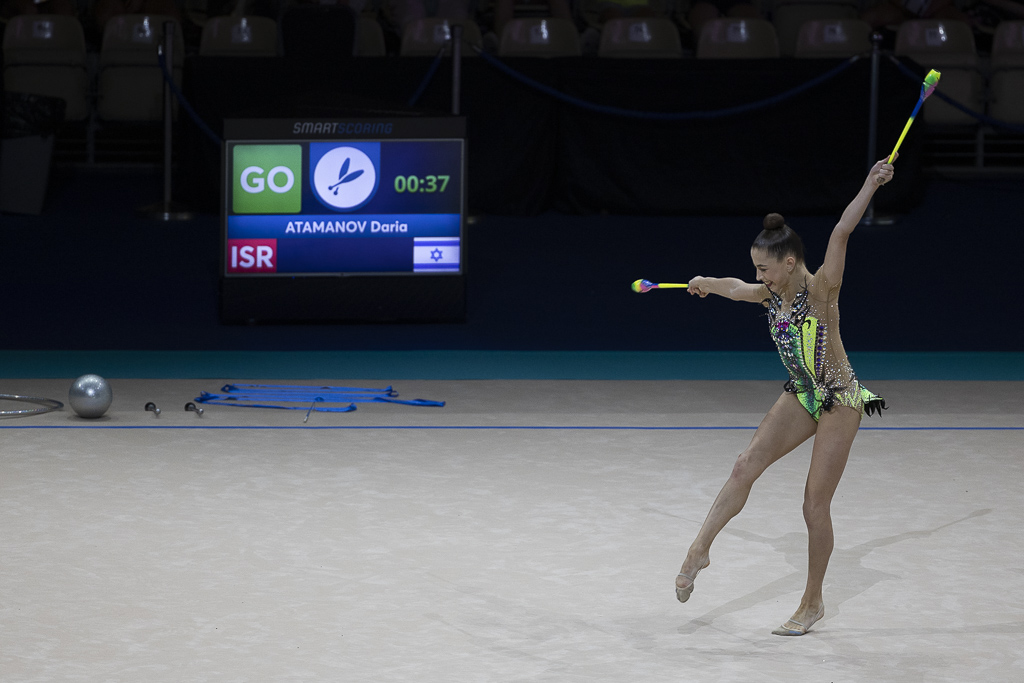
2022 年欧洲锦标赛的达莉亚·阿塔瑪诺夫弗(Daria Atamanov)

在7月，她在於伯明翰 舉行的2022年世界運動會中赢得了球操和带操的金牌，以及棒操银牌，成为有史以来第一位在世界运动会中获得金牌的以色列运动员。
在8月，她参加了在克卢日-纳波卡举行的世界挑战杯，並在個人全能比赛中获得铜牌、球操金牌，以及棒操及帶操银牌。

## 歷年套路使用音樂
| 年份 | 器械 | 音樂                                         |
| ---- | ---- | -------------------------------------------- |
| 2022 | 圈操 | The Christ Trilogy (HAVASI)                  |
| 2022 | 球操 | Voilà (Barbara Pravi)                        |
| 2022 | 棒操 | Wings (Little Mix)                           |
| 2022 | 帶操 | 不明                                         |
| 2020 | 繩操 | Empires (The Electric Swing Circus)          |
| 2020 | 球操 | Oeroun Baljaguk (Main Title) (Ryo Yoshimata) |
| 2020 | 棒操 | Doing Something Crazy (Outasight)            |
| 2020 | 帶操 | Dov'è l'amore (Cher)                         |

## 外部連結
- 達莉婭·阿塔瑪諾弗 （页面存档备份，存于） 在國際體操聯會中的簡介